# М'якінін Олександр Петрович
Олекса́ндр Петро́вич М'які́нін (рос. Александр Петрович Мякинин; народився близько 1870 року — помер 30 березня 1936 року в Парижі) — дійсний статський радник, останній подільський губернатор (у 1916—1917 роках).

## Біографічні відомості
Православний. Походив з потомственних дворян Новгородської губернії. Землевласник (2000 десятин землі). Син сенатора Петра Гавриловича М'якініна (1834—1910). 19 травня 1889 року закінчив в чині IX класом Імператорське училище правознавства (50-й випуск) та вступив на службу в Міністерство юстиції.
Працював судовим слідчим 21-ї дільниці Варшавського округу (1893—1894), товаришем (заступником) прокурора Каліського окружного суду (1895—1898), товаришем прокурора Варшавського окружного суду (1899—1905), прокурором Седлецького окружного суду (1906—1911), членом Санкт-Петербурзької судової палати (1911) та товаришем прокурора Санкт-Петербурзької судової палати (1912—1914). Краєзнавець Сергій Миколайович Поршняков, якого 1912 року судили за революційну діяльність, писав у спогадах: «Як обвинувач виступав товариш прокурора М'якінін — не особливо розумний молодий чоловік типу великосвітського хлюста» . 23—28 травня 1912 року М'якінін брав участь у засіданні Петербурзької судової палати, яка розглядала справу про знищення п'яти видань «Кобзаря» Тараса Шевченка 1908, 1910 та 1911 років, як товариш прокурора виступив із висновком у цій справі. Судова палата визнала за можливе не знищувати всі ці книги, проте до читача вони мали надійти з вилученими віршами та окремими місцями в них, що містили в собі ознаки злочинних дій, передбачених відповідними статтями тодішнього Кримінального кодексу . В 1914 році отримав чин дійсного статського радника.
Перевівся в Міністерство внутрішніх справ. З 28 січня по 1 вересня 1915 року був костромським губернатором.
За часів губернаторства М'якініна в Костромі практикував лікар Чернов, який закінчив військово-медичну академію. За сумісництвом він також завідував гінекологічним відділенням губернської земської лікарні. Одного разу він виявив бажання посісти вакантне місце губернського лікарського інспектора. Губернатор М'якінін захотів ближче познайомитися з претендентом і запросив його до себе. Під час співбесіди він став вказувати на складність роботи і взагалі читати всілякі повчання. На все це Чернов відповів: «Не турбуйтеся, Ваше превосходительство, все буде в порядку». І додав російську приказку: «Нас на мякине не проведёшь». Настала тривала пауза, розмова перервалася, і призначення доктора Чернова не відбулося через невлад вжиту приказку. До губернатора М'якініна його теж більше ніколи не запрошували.
Далі, з 1 вересня 1915 року, М'якінін очолював Подільську губернію — до 10 березня (?лютого) 1917 року (змінив на цій посаді графа Олексія Ігнатьєва). Як вищій посадовій особі губернії йому доводилося приймати на Поділлі останнього російського імператора. Так, 8 травня 1916 року до Вінниці потягом прибув з родиною Микола II. На вокзалі о 14-й годині імператора зустрічали подільський губернатор Олександр М'якінін, вищі військові та цивільні чини, депутація від міста з хлібом-сіллю. Верховний головнокомандувач оглянув бактеріологічний дезінфекційний загін, пройшов по вагонах пересувного шпиталю і вручив пораненим відзнаки. Потім здійснив ознайомлювальну поїздку по місту — від вокзалу до жіночої гімназії. Незважаючи на дощ, мешканці міста заповнили вулиці. Вони кричали «ура» й кидали квіти. Оглянувши місто, монарх відвідав ще один шпиталь у приміщеннях насіннєвого заводу і зустрівся із солдатами. О 22-й годині вечора потяг відбув .
6 березня 1917 року було скасовано посади подільського губернатора, віце-губернатора, ліквідовано жандармське управління та його повітові органи. Губернську адміністрацію в Кам'янці-Подільському очолив губернський комісар . 10 березня 1917 року Тимчасовий уряд Росії звільнив, згідно з поданим проханням, подільського губернатора Олександра Петровича М'якініна.
Перебував в еміграції у Франції, жив в Парижі. Помер в 1936 році та був похований на кладовищі Пантен.